# Fromm (Familienname)
Fromm ist ein deutscher Familienname.

## Herkunft und Bedeutung
Fromm ist ein Übername aus dem mittelhochdeutschen „vrum“, „vrom“ und bedeutet tüchtig, brav und/oder gut.

## Varianten
- From, Frome, Fromme, Frommer, Frommert

## Namensträger
- Andreas Fromm (1621–1683), deutscher Pädagoge, Komponist und Theologe
- Anne Fromm (* 1986), deutsche Journalistin
- Antonius Fromm (1840–1916), deutscher Journalist und Verleger
- Bella Fromm (1890–1972), deutsche Journalistin
- Carl Fromm (1758–1820), deutscher Grundbesitzer und Abgeordneter
- Christian Fromm (* 1990), deutscher Volleyball-Nationalspieler
- Christian Ludwig Fromm (1797–nach 1861), deutscher Verwaltungsbeamter
- Christoph Fromm (* 1958), deutscher Drehbuchautor und Autor
- Dieter Fromm (* 1948), deutscher Leichtathlet
- Eberhard Fromm (* 1938), deutscher Philosophiehistoriker
- Elza Fromm-Trinta (* 1934), brasilianische Botanikerin
- Emil Fromm (1835–1916), deutscher Komponist und Kirchenmusiker
- Eric Fromm (* 1958), US-amerikanischer Tennisspieler
- Erich Fromm (1900–1980), deutscher Psychoanalytiker, Philosoph und Sozialpsychologe
- Erika Fromm (1910–2003), emigrierte deutsche Psychologin, Vertreterin der Hypnoanalyse
- Ernst Fromm (sen.) (1822–1891), deutscher Generaldirektor
- Ernst von Fromm (1854–1923), deutscher Industrieller, Leiter der Maxhütte
- Ernst Fromm (Politiker) (1881–1971), deutscher Staatswissenschaftler und Politiker (NSDAP)
- Ernst Fromm (Mediziner) (1917–1992), deutscher Mediziner
- Felix Fromm (* 1977), deutscher Jazzmusiker
- Ferdinand Fromm (1857–1941), württembergischer Offizier
- Frieda Fromm-Reichmann (1889–1957), deutsch-amerikanische Ärztin, Psychoanalytikerin und Psychotherapeutin
- Friedemann Fromm (* 1963), deutscher Regisseur und Drehbuchautor
- Friedrich Fromm (1888–1945), deutscher General
- Friedrich Karl Fromm (1906–1969), deutscher Dichterjurist
- Fritz Fromm (1913–2001), deutscher Handballspieler
- Gerhard Fromm (* 1932), deutscher Kameramann, Filmtechniker und Fachautor
- Günter Fromm (Autor) (1926–1994), deutscher Sachbuchautor
- Günter Fromm (Admiral) (1924–2013), deutscher Vizeadmiral
- Hans Fromm (Techniker) (Hans Walter Fromm; 1892–1952), deutscher Techniker und Hochschullehrer
- Hans Fromm (Germanist) (1919–2008), deutscher Germanist und Hochschullehrer
- Hans Fromm (Kirchenmusiker) (1937–1982), deutscher Kirchenmusiker, Organist und Musiklehrer
- Hans Fromm (Kameramann) (* 1961), deutscher Kameramann
- Hans-Jürgen Fromm (1941–2002), deutscher Tischtennisspieler
- Hartmut Fromm (* 1950), deutscher Fußballspieler
- Heinz Fromm (* 1948), deutscher Verwaltungsjurist, Präsident des Bundesamts für Verfassungsschutz
- Helena Fromm (* 1987), deutsche Taekwondo-Kämpferin
- Herbert Fromm (1905–1995), deutsch-amerikanischer Organist, Dirigent und Komponist
- Holger Fromm (* 1958), deutscher Leichtathlet mit einer Behinderung
- Ida Fromm (1897–1965), Bremer Bürgerschaftsabgeordnete (SPD)
- Ilse Fromm-Michaels (1888–1986), deutsche Komponistin und Pianistin
- Jan Fromm (* 1942), deutscher Nachrichtensprecher
- Johannes Richard Fromm (1851–1914), preußischer Generalleutnant
- Jörg Fromm, deutscher Forstwissenschaftler und Hochschullehrer
- Julius Fromm (1883–1945), deutscher Fabrikant und Hersteller des ersten Marken-Kondoms
- Katharina Fromm (* 1968), Chemikerin und Hochschullehrerin
- Kurt Wilhelm Fromm (1888–1953), deutscher Politiker (DNVP)
- Leo Victor Fromm (1924–2001), Verleger (Neue Osnabrücker Zeitung)
- Lilo Fromm (1928–2023), deutsche Grafikerin, Künstlerin und Illustratorin
- Lou Fromm (* 1919), US-amerikanischer Jazz-Schlagzeuger
- Ludwig Fromm (1824–1884), deutscher Historiker und Regierungsbeamter in Schwerin
- Ludwig Fromm (Architekt) (* 1950), deutscher Architekt, Stadtplaner und Hochschullehrer
- Maren Fromm (* 1986), deutsche Volleyball-Nationalspielerin
- Martin Fromm (Kaufmann), deutsch-amerikanischer Kaufmann
- Martin F. Fromm (* 1965), deutscher Pharmakologe
- Paul Fromm (Offizier) (1864–1940), deutscher Kolonialoffizier
- Paul Fromm (Holocaustleugner) (* 1949), kanadischer Nationalist
- Rainer Fromm (* 1965), deutscher Politikwissenschaftler und Journalist
- Rita Fromm (1944–2024), deutsche Politikerin (FDP)
- Waldemar Fromm (* 1961), deutscher Germanist und Hochschullehrer
- Werner Fromm (1905–1981), deutscher SS- und Polizeiführer in Białystok